# Glossotrophia taurica
Glossotrophia taurica är en fjärilsart som beskrevs av Eugen Wehrli 1930. Glossotrophia taurica ingår i släktet Glossotrophia och familjen mätare. Inga underarter finns listade i Catalogue of Life.